# 信円
信円（しんえん、仁平3年（1153年）- 元仁元年11月19日（1224年12月30日））は、平安時代末期から鎌倉時代前期にかけての興福寺の僧。別当として南都焼討からの復興に尽力し、現在の興福寺の基礎を築き上げた中興の祖。摂政関白太政大臣藤原忠通の九男。

## 出自
父は藤氏長者藤原忠通、母は中納言源国信の娘・俊子（文献によっては国子）。母・俊子は異母兄である近衛基実の母の妹にあたる。太政大臣松殿基房は同母兄、太政大臣九条兼実・天台座主慈円とは異母兄弟にあたる。

## 生涯

### 修行研鑽時代
応保元年（1161年）、9歳で興福寺に入り、当初は実兄である藤原忠通の長子恵信に師事した。
その後、長寛2年（1164年）頃にやはり実兄の近衛基実の計らいで寺内の有力者であった尋範に改めて師事しその後寺内でも有数の碩学であった蔵俊に師事して法相教学を受けた。
永万2年（1166年）、一条院院主を恵信から継承、仁安3年（1168年）には興福寺の学僧にとって一大関門である維摩会研学、承安2年（1172年）には維摩会講師を務めたがこの年に一条院院主を解任され、一条院領は後白河院領となった。
承安4年（1174年）、師である尋範の死去により大乗院院主の座を継承し、後白河院の政治力が低下した治承元年（1177年）には一条院院主に還補され、興福寺の有力二大院家である大乗院と一乗院の両門跡を共に継承した。
さらに信円は龍華樹院・禅定院・喜多院の三院家も継承しており、興福寺内の有力5院家を兼帯するに至った。

### 興福寺別当時代
信円は治承4年12月28日（1181年1月15日）の南都焼討による興福寺主要堂屋の焼失直後の治承5年に、平清盛病没後平氏の棟梁となった平宗盛による南都諸寺への処分撤回を受けて28歳にして興福寺第44代別当に任じられた。この年の6月には寺内を再編・復興するために興福寺寺辺新制と呼ばれる新しい規則を制定している。この新制は寺僧が連れ歩くことを許される所従の人数やまとえる衣服、利用できる乗り物などを規制するものであり、さらにはこれまで慣例的に分化していた学僧と禅衆の二つの身分を明確に規則化するものであって、以後は興福寺大衆の身分分化が進んだ。
またこの年には興福寺復興に向け多忙な中で、実兄であり治承3年の政変で失脚した松殿基房の子で当時2歳の実尊を引き取り、弟子に迎え入れて養育と共に寺僧としての教育を施している。実尊はやはり信円の弟子の一人であり後に大僧都となった覚遍と共に、堂宇焼失に揺れるこの時期の興福寺を教学・信仰面で支えた学僧である貞慶の弟子でもあって、興福寺再興の実務と教学をそれぞれ主導した二人の間に深い関わりがあったことを示している。信円と貞慶の関係は、両者が遁世した後も続いた。
信円は、貞慶だけでなく興福寺と同様に焼き討ちの被害を受けた東大寺の俊乗房重源との親交も深く、重源の人生をかけた大事業であった東大寺再興の要となる大仏・大仏殿に関わる法要では、別当在任中の文治元年（1185年）8月に東大寺大仏開眼呪願師となり、別当退任後の建仁3年（1203年）には大仏殿供養の導師をつとめている。
信円は文治5年（1189年）に退任するまでおよそ9年に渡って興福寺別当を務めたが、その期間の大半は興福寺復興に伴う朝廷や幕府、それに藤原氏との交渉と、実際の再建事業に費やされた。
一方でこの時期の信円は九条兼実と頻繁に交流し、その子良円を託されて文治5年（1189年）に弟子とし、また九条家の加持祈祷などにも参加するなど、慈円らとともに九条家の宗教的護持にあたった。
もっとも、信円自身は天台座主として延暦寺を代表する責任ある立場にありながら敷島の道に耽溺する慈円に対して苦々しい思いを抱いていたらしく、この異母弟に和歌狂いを止めて「一山の貫頭、三千の棟梁」としてふさわしい行動をとるように求める教訓状を書き送ったとされる。
信円は修験との関わりも深く、師である尋範の跡を襲って修験道当山派の当山三十六正大先達衆を構成する一寺であった内山永久寺の別当職に就いたほか、承元2年（1208年）まで長らく金峯山検校職を兼任した。

### 菩提山時代
別当職を権別当として長く彼を補佐した覚憲に譲った後、建久2年（1191年）には法務大僧正を辞し、翌建久3年（1192年）には自ら再興事業に着手した菩提山正暦寺に隠遁し「菩提山僧正」あるいは「菩提山御房」と呼ばれた。
承元2年（1208年）頃、一乗院門跡を弟子の良円に、大乗院門跡を同じく弟子の実尊にそれぞれ譲ったが、良円らに院主の座を譲る前後の時期から近衛基通が南都支配を策謀し、信円に対し実子を弟子として受け入れること（≒将来的に大乗院と一条院の門跡を両方とも実子に譲ること）を執拗に強要するようになっていた。これに対し信円は強硬に拒否を続けたが、最終的に承元3年（1209年）に基通の子息である実信を一乗院院主となっていた良円の弟子として受け入れざるを得なかった。さらに基通は後鳥羽上皇の権勢を利用して興福寺に圧力をかけ、実信を大乗院院主である実尊の弟子とさせることに成功した。だが、信円は九条道家の子息である円実を実尊の弟子とさせ、承久の乱で後鳥羽上皇が失脚し近衛家の権勢が弱まったところで円実に大乗院院主の座を譲らせて両院が実信に、ひいては近衛家に独占支配されるのを阻止している。
このように信円は南都の宗教的権威を独占しようと策謀する近衛家の動きに抗して九条家の権益を確保しつづけ、以後大乗院が九条家、一乗院が近衛家の縁者にそれぞれ相承される体制の確立に重要な役割を果たした。
なお、信円は隠遁先である正暦寺においても南都焼討に伴う火災で失われた諸堂の再興と整備に尽力し、同寺中興の祖と称されている。